# Roseraie du Val-de-Marne
Ne doit pas être confondu avec Parc départemental de la Roseraie.
La roseraie du Val-de-Marne est une roseraie située dans le parc départemental de la Roseraie à L'Haÿ-les-Roses, près de Paris dans le département du Val-de-Marne (France). C'est la première roseraie moderne, fondée en 1894 par Jules Gravereaux. Elle regroupe près de 3 300 variétés de rosiers sur une surface totale de 1,52 hectare.

## Histoire

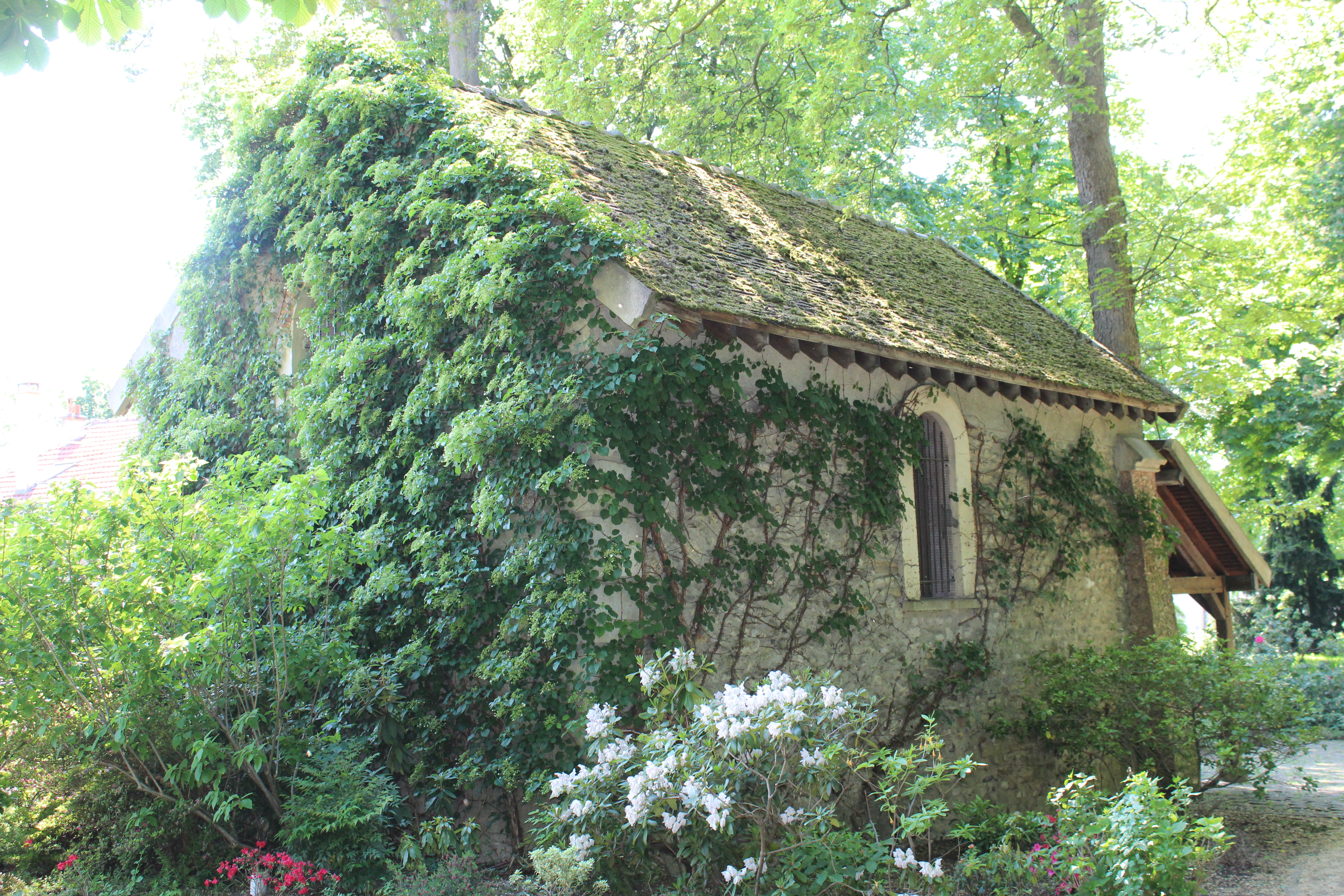
Chapelle du Parc de la Roseraie.

La roseraie du Val-de-Marne a été créée par Jules Gravereaux (1844–1916) à L'Haÿ, petite commune de la banlieue sud de Paris qui prendra le nom de L'Haÿ-les-Roses en 1914 en raison de la renommée déjà acquise à cette époque par la roseraie, honorée par son blason.
Cet homme d'affaires a réuni et collectionné des centaines de variétés différentes de rosiers dès 1894. Il fait finalement appel au célèbre paysagiste Édouard André (1840–1911) pour mettre en valeur ses collections et créer un jardin consacré entièrement à la « reine » des fleurs. C'est ainsi qu'est né un nouveau style de l'art des jardins où la rose constitue l'élément unique de décoration végétale : la roseraie.
Lors de la construction, le parc est parsemé de fabriques dont seuls subsistent aujourd'hui la chapelle — aujourd'hui désaffectée — et le musée, le chalet normand ayant disparu en 1971 et le théâtre de verdure peu après 1938.
Le jardin a été acquis en 1936 par le département de la Seine, puis transféré en 1968, aprè la réorganisation de la région parisienne, au département du Val-de-Marne. Il a été renommé « Roseraie du Val-de-Marne » en 1994.

## Controverses
En 2019, le promoteur immobilier Emerige prévoit de construire une résidence de 94 logements au seuil du jardin, en bordure de son mur nord, à 1,5 km de la future gare du Grand Paris Express (station L'Haÿ-les-Roses sur le prolongement sud de la ligne 14). Des riverains protestent contre un projet qui pourrait « dénaturer l'esprit de l'architecte paysagiste Édouard André ».

## Collections

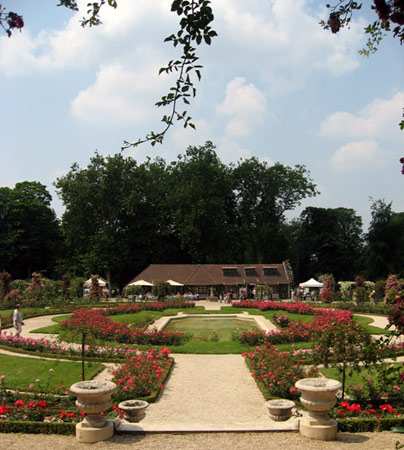
Vue depuis le dôme de la Roseraie du Val-de-Marne : le pavillon normand.

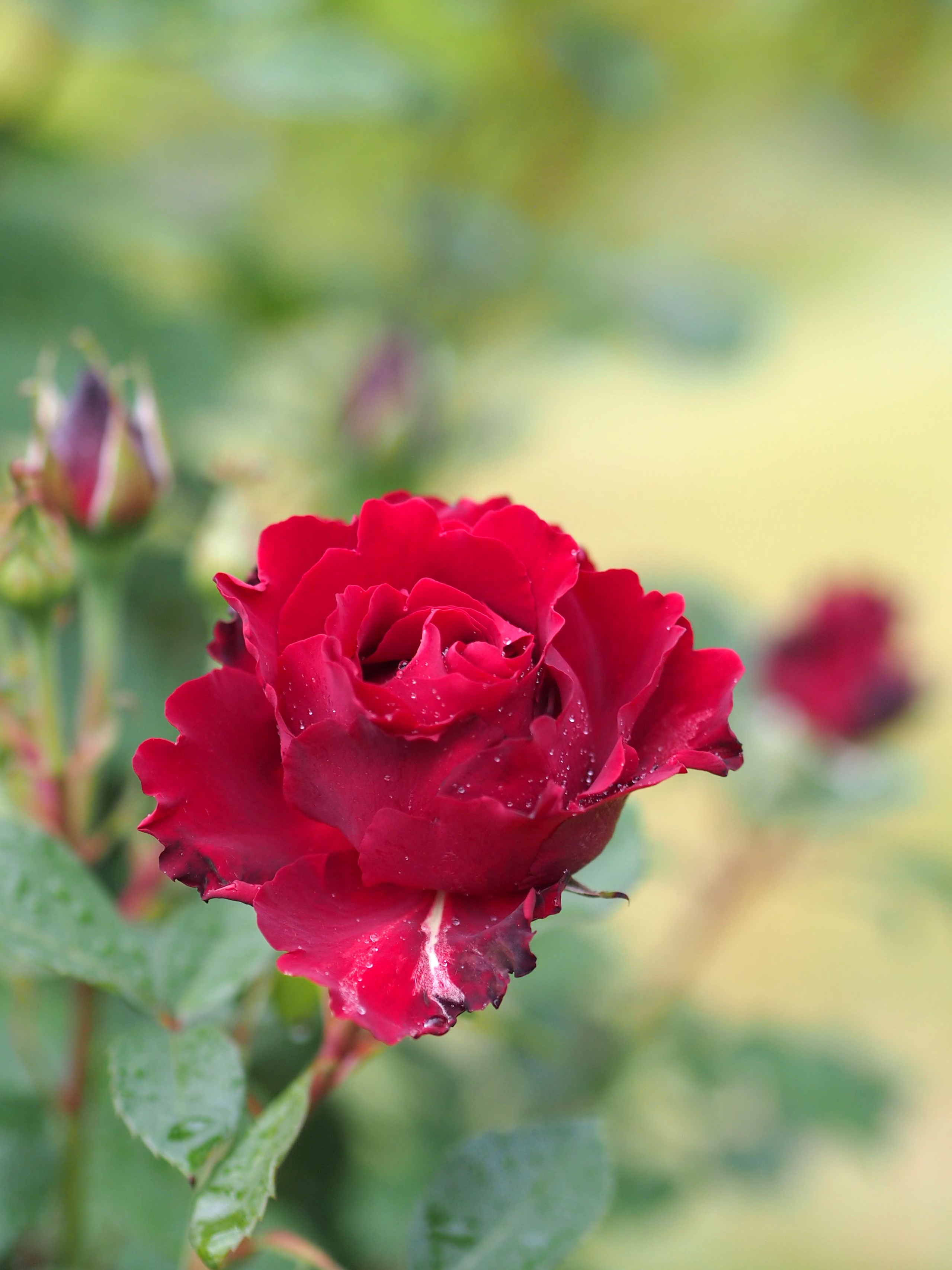
La rose Barbara (1997), en hommage à Barbara, présentée officiellement à la Roseraie en 2004.

En 1894, Jules Gravereaux entamait sa collection de roses et réussit à réunir plus de 8 000 espèces et variétés. Aujourd'hui, près de 3 200 variétés forment 13 collections : roses sauvages, cultivées, roses d'hier et d'aujourd'hui, roses d'ici et d'ailleurs... Plus de 13 000 pieds sont présentés au public.
- La roseraie à la française est constituée de massifs de rosiers disposés autour du miroir d'eau.
- L'allée de l'histoire des roses reprend une sélection de rosiers caractéristiques de l'évolution de la rose.
- L'allée des rosiers botaniques présente une collection de rosiers sauvages, tels qu'ils poussent dans la nature.
- L'allée des rosiers rugueux, des rosiers particulièrement résistants.
- L’allée des rosiers pimprenelle présente des rosiers dits pimprenelle, c'est-à-dire dont le feuillage ressemble à celui des pimprenelles.
- Le jardin des roses galliques reprend toutes les variétés de roses connues jusqu'au XVIIIe siècle.
- L'allée des roses de la Malmaison est une copie de la collection de roses réunies par Joséphine de Beauharnais au début du XIXe siècle.
- Le jardin des roses d'Extrême-Orient propose une collection de rosiers originaires de Chine, du Japon, d'Inde, de Perse...
- Le jardin des roses horticoles anciennes présente des variétés de rosiers issus de croisements entre des rosiers galliques et des rosiers d'Extrême-Orient.
- Le jardin des roses étrangères modernes met en valeur les plus belles obtentions des créateurs de roses étrangers.
- Le jardin des roses françaises modernes reprend les créations horticoles françaises, autour du Temple de l'Amour.
- L'allée des roses thé regroupe des variétés de rosiers obtenus au XIXe siècle, dont les roses sont particulièrement parfumées et semblent fleurir aux quatre saisons.
- La roseraie de Mme Gravereaux présente des rosiers de fleurs à couper.

La Roseraie du Val-de-Marne a été reconnue dès 1991 Collection nationale de roses anciennes par le Conservatoire des collections végétales spécialisées. En 1995, la Roseraie a également reçu la toute première récompense Award of Garden Excellence, prix d'excellence du jardin, de la Fédération mondiale des sociétés de roses.
Le jardin est inscrit à l'inventaire supplémentaire des monuments historiques en 2005 et depuis 2011, il est labellisé Jardin remarquable,,.

## Publications
- 1902 : Jules Gravereaux (préf. André Theuriet, ill. S. Hugard), Les roses cultivées à l'Haÿ en 1902 : essai de classement, Grisy-Suisnes (Seine-et-Marne) et Paris, Pierre Cochet et Jules Rousset, 1902, 232 p. (BNF 32190905, lire en ligne).
- 1910 : Guide pour servir à la visite de notre exposition rétrospective de la rose : plantes et documents de la roseraie de l'Haÿ (exposition internationale d'horticulture de Paris, organisée par la Société nationale d'horticulture de France au Cours la Reine, Paris, 25 – 31 mai 1910), Paris, impr. de Lahure, 1910, 32 p. (BNF 33592317).